# 休·威洛比
休·威洛比（英語：Hugh Willoughby，1554年逝世）是一位蘇格蘭軍人，也是早期的北極探險家之一，他曾在亨利八世的宮廷中任職，參加過英格蘭與蘇格蘭之間爆發的粗暴求婚戰爭，並以此受封為爵士。他在1553年率領三艘船艦前往北方，尋找通往亞洲的東北航道，但卻與其中兩艘船一同喪生，只有一艘船成功抵達俄羅斯在白海的港口，開啟了英格蘭與俄羅斯之間的貿易合作。

## 生平
休·威洛比出生於德比郡的米德頓，是亨利·威洛比爵士的第三個，也是最小的兒子；威洛比家是當地望族，亨利曾在英格蘭國王理查三世、亨利七世的宮廷任職，於玫瑰戰爭的史托克菲爾德戰役建立功勳並受封為貴族。
休·威洛比早年亦在亨利八世的宮廷中活動，不久轉任軍職，參加了1544年的火燒愛丁堡之戰，英軍指揮官赫特福伯爵愛德華·西摩（後來晉封為薩默塞特公爵）於利斯將他封為爵士。威洛比於1548年出任瑟勒斯坦城堡的指揮官，成功抵禦了蘇格蘭軍與法軍的反擊，在任直到1550年，隨後又參加了蘇格蘭邊境及東部的作戰。他的後台薩默塞特公爵於1552年失勢並遭到處決，連帶影響的威洛比的前途，使他開始尋求其他的出路。
1553年，一群倫敦商人與貴族出資組織了一家貿易公司，名為「前往新大陸的商人與探險家公司」（the Company of Merchant Adventurers to New Lands，不久後改組為知名的「莫斯科公司」），他們希望能打通通往亞洲的東北航道，原先屬意由著名航海家塞巴斯蒂安·卡伯特主持，他也是這家公司的股東之一。然而，卡伯特當時已年逾80歲，毛遂自薦的威洛比最終成為了這支探險隊的指揮官，儘管他缺乏航海經驗，但仍藉著過往的功勳與家庭背景而得到這項職務。
探險艦隊由三艘全新的船隻組成，分別為「好望」號（Bona Esperanza）、「幸運愛德華」號（Edward Bonaventura）與「堅信」號（Bona Confidentia）皆擁有完善的裝備與經驗十足的水手，包含首席領航員理查·錢斯勒及旗艦幸運愛德華號艦長史蒂芬·博羅夫。威洛比艦隊於1553年5月10日由倫敦出發，大張旗鼓地沿著泰晤士河航行，還在格林尼治發射禮炮以向國王愛德華六世致敬（然而他在兩個月後便駕崩）。
威洛比艦隊的航行並不順利，由於強勁逆風而延誤了行程，直到7月14日才抵達挪威海岸。三艘船小心翼翼的靠攏在一起，他們已計畫好，若是不慎失散，艦隊將會在挪威北部的瓦爾德會合，這個城鎮位於挪威北端，擁有一座港口及小型堡壘。7月30日，威洛比艦隊在北角附近陷入風暴，威洛比本人所搭乘的好望號以及堅信號在風暴中與錢斯勒指揮的幸運愛德華號失散，錢斯勒成功駛進了瓦爾德港口，並在當地等了七天，但威洛比的兩艘船遲遲沒有出現。錢斯勒只好自行繼續航程，他帶領幸運愛德華號進入白海，在北德維納河河口靠岸，被當地居民與聖尼古拉修道院的教士發現，隨即向莫斯科通報。沙皇伊凡四世將錢斯勒一行人請至莫斯科，雙方達成協議，英格蘭商船從此可以進入白海港口與俄羅斯商人貿易，這項協議是英、俄兩國商務關係的開端，足足延續了三百多年。
威洛比在風暴中無法接近挪威海岸，從他留下的航海日誌中可知，他們被風暴吹到遠離海岸線的位置，且迷失了方向，海圖的錯誤與失靈的指南針使他們無法確實定位，惡劣的天候更使他們無法測量經緯，只能盲目地一直向東航行。兩個星期後，威洛比與他的船員在無人的海岸線靠岸，他在此處發現了大量鴨子與海鳥，此處可能是新地島南島的某處，俄羅斯漁民將該島暱稱為「鵝地」（Gusinaya Zemlya）。威洛比略作休整後向西折返，沿著科爾古耶夫島海岸前進，但卻沒有進入白海。由於時序入冬，海面開始結冰，威洛比不得不在科拉半島荒蕪的海岸登陸，其位置大約在瓦爾濟納河河口附近。殘餘的船員兵分三路向外搜尋人跡，但全都一無所獲，最終沒有一個人活過這個冬天 。
俄羅斯漁民在1554年春季發現了威洛比的兩艘船，大部分的船員遺體與威洛比的航海日誌皆被尋獲，一般認為他們死於飢餓或嚴寒，也有研究認為船員們封閉船艙門窗以阻擋寒風，並在密閉的船艙中生火取暖，不料卻死於一氧化碳中毒。
威洛比的兩艘船隨即被拖回港口，等待英格蘭人前來認領，但英方人員直到1556年才抵達，將兩艘船連同威洛比的遺體帶回倫敦；然而這兩艘船於7月20日在挪威西海岸遇上風暴而沉沒，只有威洛比的航海日誌被運了出來。日誌中記載著威洛比曾看見了北方的未知土地，這個地方隨後被英格蘭人稱為「威洛比地」與馬辛諾夫島；但包括巴倫支在內的探險家往後都未曾發現這兩個地方，後人認為這可能是新地島北島的一部份。

## 附註
1. ↑  Payling, 2004
2. 1 2 3 4 5  Evans 2014
3. 1 2 3 4  Mayers, 2005
4. ↑  Laughton, 1900
5. ↑  McDermott, 2004
6. ↑  Gordon, 1986
7. ↑  Hacquebord, 1995
8. ↑  Hudson, Henry; Georg Michael Asher. . London: Hakluyt Society. 1860: clviii–clix.

- Evans, James. . New York: Pegasus Books. 2014.
- Gordon, Eleanora C. . The Geographical Journal. 1986, 152 (2): 243–247. JSTOR 634766. doi:10.2307/634766.
- Hacquebord, Louwrens.  (PDF). Arctic. 1995, 48 (3): 250  [8 March 2009]. CiteSeerX 10.1.1.505.5702 . doi:10.14430/arctic1246. （原始内容存档 (PDF)于2009-03-27）.
- Hamel, J. . 由Leigh, John Studdy翻译. London: Richard Bentley. 1854.
- Laughton, John Knox. . Lee, Sidney  (编).  62. London: Smith, Elder & Co. 1900.
- Mayers, Kit. . Sutton Publishing. 2005.
- McDermott, James. .  1. Oxford University Press. 2004. doi:10.1093/ref:odnb/29599.
- Payling, S. J. . . Oxford University Press. 2004. doi:10.1093/ref:odnb/52802.